# Список послов Болгарии в России
Ниже приводится список послов Болгарии в Российской империи, Советском Союзе и Российской Федерации:

## Российская Империя
1. Константин Стойлов — дипломатический представитель в Санкт-Петербурге — 1883 г.
2. Димитр Станциов — дипломатический агент в Санкт-Петербурге — 1897—1906 гг.
3. Стефан Паприков — дипломатический агент в Санкт-Петербурге — 1906 г. ; Полномочный министр в Санкт-Петербурге 1910—1912 гг.
4. Димитр Цоков — дипломатический агент и полномочный министр в Санкт-Петербурге 1908—1909 гг.
5. Стефан Бобчев — полномочный министр в Санкт-Петербурге 1912—1913 гг.
6. Радько Димитриев — полномочный министр в Санкт-Петербурге 1913—1914 гг.
7. Михаил Маджаров — полномочный министр в Санкт-Петербурге 1914—1915 гг.

## Советский Союз
1. Стефан Чапращиков — полномочный министр в Советской России 1918 г.
2. Никола Антонов — полномочный министр в Москве 1936—1939 гг.
3. Тодор Христов — полномочный министр в Москве 1940 г.
4. Иван Стаменов — полномочный министр в Москве 1940—1941 гг.
5. Димитр Михальчев — полномочный министр в Москве 1934—1936 гг.; Политический представитель и полномочный министр в Москве 1944—1946 гг.
6. Найден Курдаланов — полномочный министр в Москве 1946 г.; Посол в СССР 1948—1949 гг.
7. Стелла Благоева — посол в СССР 1949—1954 гг.
8. Карло Луканов — посол в СССР 1954—1956 гг.
9. Любен Герасимов — посол в СССР 1956—1963 гг.
10. Стоян Караджов — посол в Москве 1963—1967 гг.
11. Стоян Иванов — посол в Москве 1967—1973 гг.
12. Димитр Жулев — посол в Москве 1973—1986 гг.
13. Георгий Панков — Чрезвычайный и Полномочный Посол в Москве 1986—1990 гг.
14. Владимир Вельчев — посол в СССР и РФ в 1991—1992 гг.

## Российская Федерация
1. Владимир Вельчев — посол в СССР и РФ в 1991—1992 гг.
2. Володя Нейков — полномочный министр в Москве 1992—1994 гг.
3. Христо Миладинов — Посол в Российской Федерации 1994—1997 гг.
4. Василий Такев — Посол в Москве 1997—2000 гг.
5. Илиан Василев — Чрезвычайный и Полномочный Посол в Москве 2000—2006 гг.
6. Пламен Грозданов — Посол в Москве 2006—2012 гг.
7. Георгий Гергов — Посол в Москве 2006—2019 гг.